# Quand l'amour s'emmêle
Pour plus de détails, voir Fiche technique et Distribution.
Quand l'amour s'emmêle est un téléfilm français réalisé par Claire de la Rochefoucauld en 2010 et diffusé pour la première fois le 15 février 2011 sur France 3.

## Synopsis
Gérard élève seul son fils de 13 ans, Victor, depuis le décès de son épouse. De son côté, Sophie, divorcée, partage la garde de Louise, sa fille, avec Daniel, son ex-mari. Lors d'un accident de la circulation, la berline de Gérard réduit en miettes la voiture de Sophie. De leur côté, leurs enfants font connaissance lors d'une sortie scolaire. Deux histoires d'amour commencent alors en parallèle...

## Fiche technique
- Réalisateur : Claire de la Rochefoucauld
- Scénario : Éric Assous
- Chef décorateur : Denis Bourgier
- Son : Daniel Banaszak
- Musique : Arland Wrigley
- Durée : 90 minutes (1h30min)
- Pays :  France
- Genre : Comédie
- Année de production : 2010

## Distribution
- Emmanuelle Devos : Sophie Lavergne
- Jean-Pierre Lorit : Gérard Hagopian
- Eloïse Parramore : Louise Bernaud-Lavergne
- Zacharie Chasseriaud : Victor Hagopian
- Patrice Juiff : Daniel Bernaud
- Judith Magre : Jeanne
- Emma Courtois : Léonore
- Chloe Begonin : Margot
- les collégiens : classe de 6°2 et 4 collège Jean moulin Wallers-Arenberg